# Фазлагич, Мирсад
Мирсад Фазлагич (босн. Mirsad Fazlagić, серб. Мирсад Фазлагић; род. 4 апреля 1943, Чаплина) — югославский боснийский футболист и футбольный тренер, серебряный призёр чемпионата Европы 1968 года.

## Карьера

### Клубная
Начал свои выступления в 1957 году в составе клуб «Борац» из родной Чаплины, в сезоне 1959/1960 играл за молодёжный состав «Железничара» (17 игр). С 1961 по 1972 годы являлся бессменным игроком основного состава клуба «Сараево». В составе столичной команды провёл 450 встреч с учётом матчей Чемпионата Югославии, Кубка Югославии, еврокубков и игр во втором составе. Забил 10 мячей. В 1972 году повесил бутсы на гвоздь после тяжёлой травмы.

### В сборной
В составе сборной СФРЮ дебютировал 31 марта 1963 в поединке против Бельгии. Выступал на Олимпийских играх 1964 года, где югославы откровенно провалились, а также на чемпионате Европы 1968 года, где югославы вышли в финал, уступив только Италии. На чемпионате Европы он был капитаном команды. Всего провёл 19 матчей.

## Тренерская
По окончании карьеры начал работу в тренерском штабе «Сараево». Со 2 января 1974 по 1 июля 1975 руководил командой. В 1992—1993 входил в тренерский штаб сборной Боснии и Герцеговины.